# Súðavík
Súðavík ([ˈsuːðaˌviːk]) är en fiskeby och ort i republiken Island.  i kommunen Súðavíkurhreppur [ˈsuːðaˌviːkʏr̥ˌr̥ɛhpʏr̥] på Álftafjörðurs västra kust i i Västfjordarna, Island. Súðavík ligger 1 meter över havet och antalet invånare är 168 (2022).

## Lavinolyckan januari 1995
Den 16 januari 1995 drabbades byn av en lavin tidigt på morgonen (cirka 06:25) och förstörde flera byggnader; de flesta av dem var bebodda. Fjorton personer dödades (varav åtta barn) och tolv skadades. Kraftiga snöstormar gjorde räddningsarbetet svårt och farligt. Den sista överlevande räddades 23 timmar efter att lavinen hade slagit till, och sökandet fortsatte in på kvällen den 17 januari. En katastrofhjälpsfond inrättades, och inom en vecka hade den isländska allmänheten donerat 300 miljoner kronor till hjälpinsatsen.